# Cuenca del río Choapa
La cuenca del río Choapa es el espacio natural comprendido por la cuenca hidrográfica del río Choapa. Este espacio coincide con el espacio administrativo homónimo definido en el inventario de cuencas de Chile con el número 047 que se extiende desde la divisoria de las aguas en la cordillera de los Andes hasta su desembocadura en el océano Pacífico. Se subdivide en 4 subcuencas y 25 subsubcuencas con un total de 7345 km².
A partir de la década de los años 70 se ha ampliado el concepto de cuenca hasta entender, ya en los primeros años del siglo XXI, una cuenca hidrográfica en lo que respecta a su definición espacial y funcional, como la unidad geopolítica y socioeconómica más apropiada y racional para el desarrollo integrado de los recursos de tierras y aguas asociados a la vegetación y en conjunto con los usuarios de nivel local y regional.: 17 

Cuenca del río Choapa.

## Límites

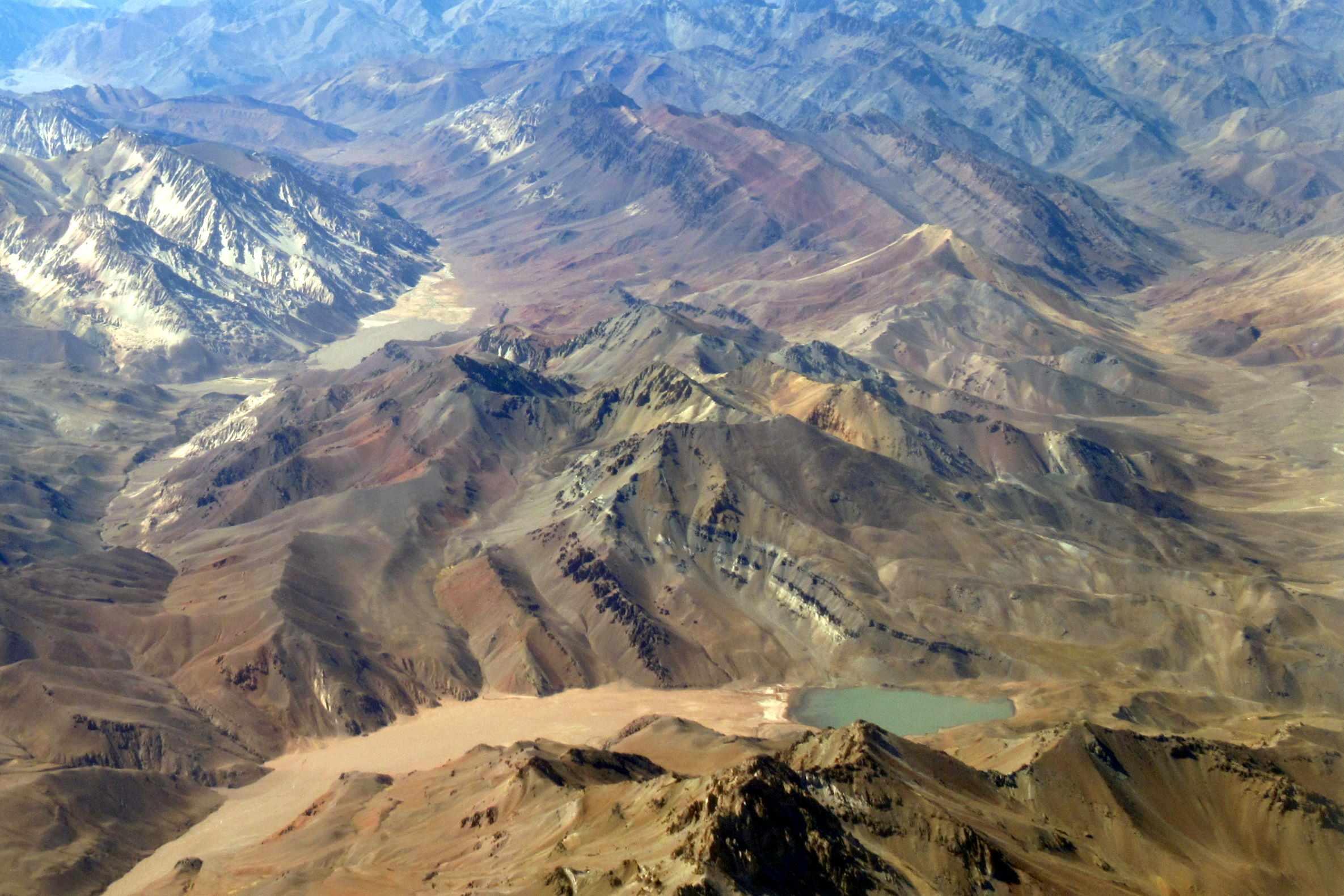
Laguna del Pelado, en los orígenes de la cuenca.

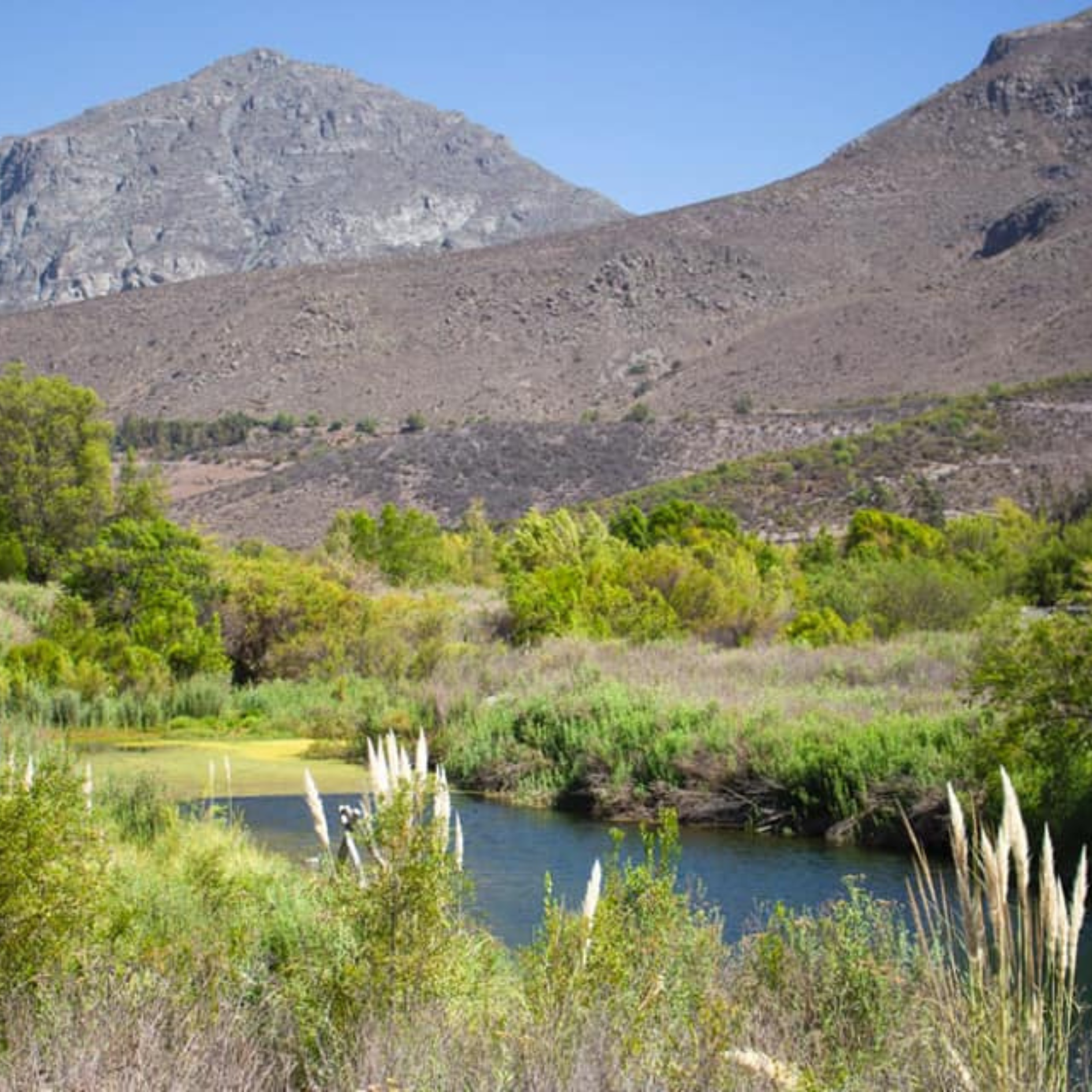
Camping Los Costeños.

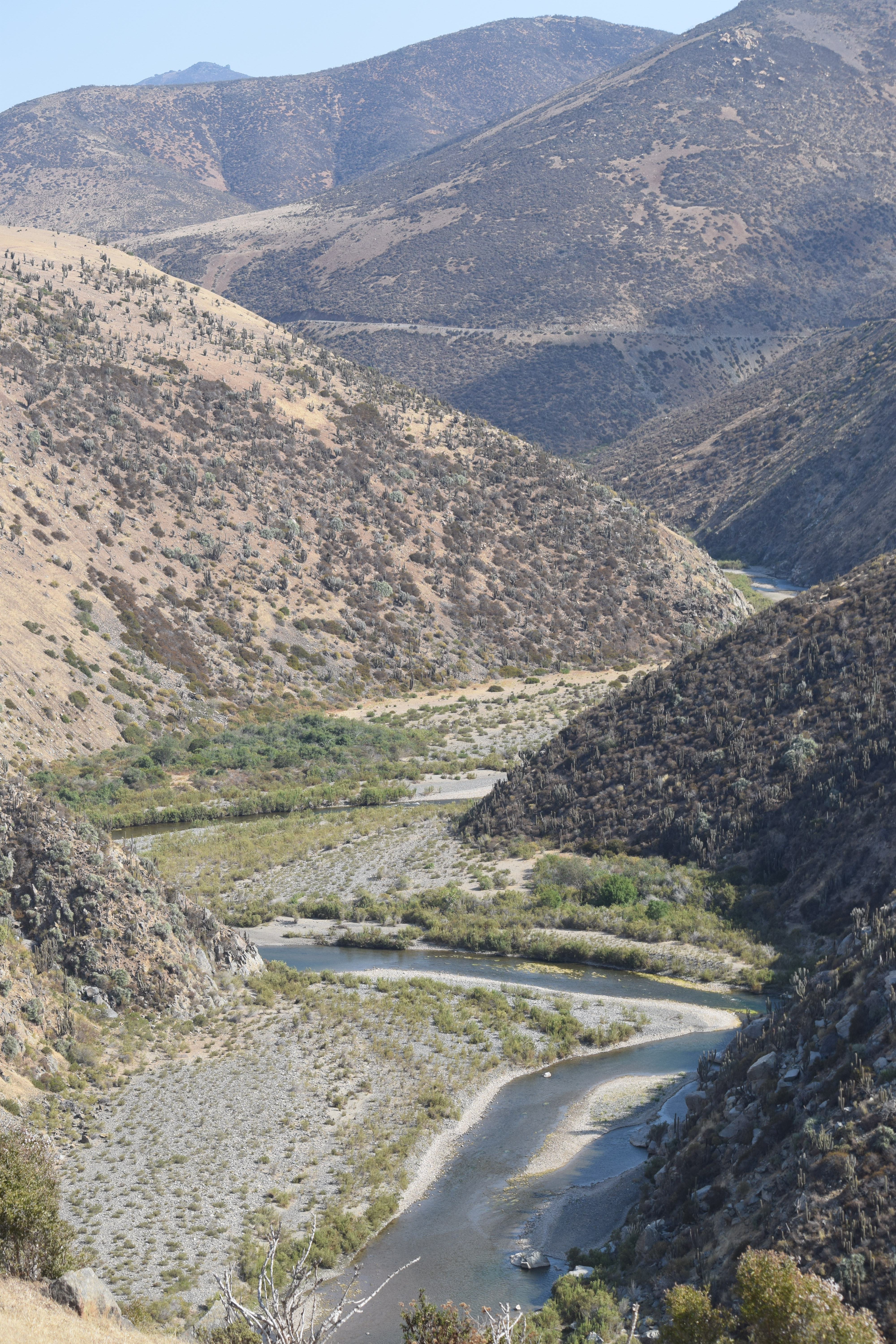
Valle del río Choapa.

Su extremo septentrional alcanza hasta el paralelo 31°10'S y el meridional hasta el 32°15'S, de oeste a este sus extremos llegan hasta los meridianos 71°35'W y 70°15'W respectivamente. Por el noroeste limita con las cuencas costeras entre río Limarí y río Choapa, el ítem 046 del inventario de cuencas, luego siguiendo el giro de los punteros del reloj, limita al norte con la cuenca del río Limarí. Separada por la cordillera de los Andes limita al este con la cuenca del río de los Patos que pertenece a la cuenca del río Desaguadero. Otra vez en Chile, limita al sur con la cuenca del río Petorca y al sur de su desembocadura limita con las cuencas costeras entre río Choapa y río Quilimarí (ítem 048).  El límite sur de la cuenca coincide con el límite regional entre Atacama y Valparaíso.
La "región del complejo montañoso andino-costero" o valles transversales, donde se ubica la hoya del río Choapa, son estribaciones andinas que alcanzan la cordillera de la Costa e interrumpen la depresión intermedia de Chile formando a su vez las cuencas de los ríos Elqui, Limarí, Choapa, Quilimarí, Petorca, La Ligua y finalmente la cuenca del río Aconcagua.: 39-  Se trata de una región caracterizada por estos valles transversales que van de este a oeste y que han sido formados por las corrientes de agua que bajan de la cordillera de Los Andes.: 12  A medida que se viaja hacia el sur, aumentan las precipitaciones y disminuyen las distancias entre los grandes ríos: entre el Copiapó y el Huasco hay 145 km, entre el Huasco y el Elqui 165 km, entre el Elqui y el Limarí 60 km, 90 km del Limarí al Choapa y del Choapa al Petorca - La Ligua y estos últimos solo 60 km del río Aconcagua.: 16 

## Población y Regiones
La cuenca está ubicada dentro de los límites político-administrativos de la Región de Coquimbo, en particular de las provincias de Choapa y las comunas de Illapel, Salamanca y Canela. Su área equivale al 18% de la superficie total de la IV Región de Coquimbo.
En la hoya se encuentran 10 localidades pobladas, de las cuales dos son ciudades y el resto, corresponden a entidades rurales (aldeas). Las ciudades emplazadas en la cuenca corresponden a Illapel con 30.355 habitantes y Salamanca con 24.494 habitantes, según censo de 2002.: 14 
Las localidades pobladas de mayor importancia en la cuenca, según el número de habitantes, son las siguientes:
| Nombre                    | Población comunal en 2002 | Población comunal en 2002 | Cauces asociados |
| ------------------------- | ------------------------- | ------------------------- | ---------------- |
| Illapel                   | 30.355                    | 21.826                    | Río Illapel      |
| Salamanca                 | 24.494                    | 12.689                    | Río Choapa       |
| Canela Alta y Canela Baja | 9.379                     | 1.744                     | Estero La Canela |
| Cuncumén*                 | 916                       | Nd                        | Río Cuncumén     |

- Cifra corresponde a una estimación realizada para el año 2002 según datos del censo de 1992

## Subdivisiones
La Dirección General de Aguas subdivide o reúne las cuencas de Chile acorde a las necesidades de estudio y gestión. Existen dos inventarios que han logrado ser aceptados como principales, el inventario de cuencas del Banco Nacional de Aguas (BNA) de 1978, de mayor uso, y el inventario de cuencas del Departamento de Administración de Recursos Hídricos (DARH) de 2014 de mejor cartografía que ha obligado a redefinir algunos límites, a veces con cambios mayores, pero también por algunas redefiniciones del concepto de subcuenca.
Bajo el BNA el código del ítem es 047 y con el DARH es 0407.
La subdivisión del BNA es como sigue:
| 047 Río Choapa (mapa) |       |                                                                            |      |
| 0470                  | 04700 | Río Totoral                                                                | 489  |
| 0470                  | 04701 | Río Leiva                                                                  | 441  |
| 0470                  | 04702 | Estero del Valle bajo junta Río Totoral                                    | 171  |
| 0470                  | 04703 | Río Choapa Entre Estero del Valle y Río Cuncumen                           | 196  |
| 0470                  | 04704 | Río Cuncumen                                                               | 286  |
| 0471                  | 04710 | Río Choapa Entre Río Cuncumen y Bajo Junta Quebrada Chellepin              | 310  |
| 0471                  | 04711 | Río Choapa Entre Quebrada Chellepin y Río Chalinga                         | 372  |
| 0471                  | 04712 | Río Chalinga Hasta Quebrada Ránquil                                        | 364  |
| 0471                  | 04713 | Río Chalinga Entre Arriba Quebrada Ránquil y Río Choapa                    | 220  |
| 0471                  | 04714 | Río Choapa Entre Estero Chalinga y Bajo Junta Estero Camisas               | 503  |
| 0471                  | 04715 | Río Choapa Entre Estero Camisas y Bajo Estero Limahuida                    | 307  |
| 0471                  | 04716 | Río Choapa Entre Estero Limahuida y Río Illapel                            | 172  |
| 0472                  | 04720 | Río Illapel arriba junta Río Tres Quebradas                                | 309  |
| 0472                  | 04721 | Río Illapel Entre Arriba Junta Río Tres Quebradas y Arriba Junta Río Caren | 349  |
| 0472                  | 04722 | Río Illapel Entre Arriba Junta Río Caren y Bajo Quebrada el Chivato        | 378  |
| 0472                  | 04723 | Río Illapel Entre Quebrada El Chivato y Estero Auco                        | 206  |
| 0472                  | 04724 | Estero Auco bajo junta Quebrada Chillán                                    | 389  |
| 0472                  | 04725 | Estero Auco Entre Junta Quebrada Chillán y Río Illapel                     | 199  |
| 0472                  | 04726 | Río Illapel Entre Estero Auco y Río Choapa                                 | 226  |
| 0473                  | 04730 | Río Choapa Entre Río Illapel y Estero Canela                               | 358  |
| 0473                  | 04731 | Estero Canela Bajo Junta quebrada Quejon                                   | 278  |
| 0473                  | 04732 | Quebrada Quejon y Estero Espíritu Santo                                    | 464  |
| 0473                  | 04733 | Estero Espíritu Santo                                                      | 293  |
| 0473                  | 04734 | Estero Canela entre Espíritu Santo y Río Choapa                            | 356  |
| 0473                  | 04735 | Río Choapa Entre Estero Canela y Desembocadura                             | 19   |
| Totales:              |       |                                                                            |      |
| 4                     | 25    | Región: IV (100%) / Tipo: Exorreica / Desemb.: O. Pacífico                 | 7345 |

La disposición de cuencas en el inventario DARH es la siguiente:
| Código      | Nombre                                          | Código en mapa    | Tipología de cuenca | Vertiente de cuenca | Origen de cuenca  | Temperatura media anual (C°) | Temperatura máxima (C°) | Temperatura mínima (C°) | Precipitación anual (mm) | Número de estaciones fluviométricas | Número de estaciones pluviométricas | Área (km²)        |
| ----------- | ----------------------------------------------- | ----------------- | ------------------- | ------------------- | ----------------- | ---------------------------- | ----------------------- | ----------------------- | ------------------------ | ----------------------------------- | ----------------------------------- | ----------------- |
| 0407        | Cuenca Río Choapa                               | Cuenca Río Choapa | Cuenca Río Choapa   | Cuenca Río Choapa   | Cuenca Río Choapa | Cuenca Río Choapa            | Cuenca Río Choapa       | Cuenca Río Choapa       | Cuenca Río Choapa        | Cuenca Río Choapa                   | Cuenca Río Choapa                   | Cuenca Río Choapa |
| 04070000    | Río Illapel                                     | 62                | Exorreica           | Pacífico            | Pluvial           | 8.1                          | 19.8                    | -2.0                    | 221.8                    | 4                                   | 6                                   | 1276.3            |
| 0407000000  | Quebrada Auco                                   | 63                | Exorreica           | Pacífico            | Pluvial           | 12.3                         | 23.5                    | 2.4                     | 220.7                    | 0                                   | 0                                   | 315.1             |
| 0407000001  | Quebrada Chillín                                | 64                | Exorreica           | Pacífico            | Pluvial           | 10.2                         | 21.6                    | 0.2                     | 213.9                    | 0                                   | 0                                   | 264.0             |
| 0407000002  | Río Tres Quebradas                              | 65                | Exorreica           | Pacífico            | Pluvial           | 2.3                          | 14.0                    | -7.8                    | 224.7                    | 0                                   | 0                                   | 180.0             |
| 04070100    | Estero Canela entre Espíritu Santo y Río Choapa | 66                | Exorreica           | Pacífico            | Pluvial           | 14.5                         | 24.8                    | 5.3                     | 201.4                    | 0                                   | 1                                   | 353.8             |
| 0407010000  | Quebrada Espíritu Santo                         | 67                | Exorreica           | Pacífico            | Pluvial           | 12.4                         | 22.6                    | 3.5                     | 201.7                    | 0                                   | 0                                   | 275.5             |
| 0407010001  | Estero Llano Largo                              | 68                | Exorreica           | Pacífico            | Pluvial           | 12.1                         | 22.8                    | 2.6                     | 208.5                    | 0                                   | 0                                   | 546.7             |
| 04070100010 | Estero Colligue                                 | 69                | Exorreica           | Pacífico            | Pluvial           | 11.7                         | 22.1                    | 2.5                     | 205.7                    | 0                                   | 0                                   | 195.5             |
| 04070200    | Río Choapa                                      | 70                | Exorreica           | Pacífico            | Pluvial           | 10.1                         | 22.0                    | -0.1                    | 239.0                    | 11                                  | 9                                   | 2140.6            |
| 0407020000  | Estero Millahue                                 | 71                | Exorreica           | Pacífico            | Pluvial           | 15.0                         | 25.5                    | 5.7                     | 215.3                    | 0                                   | 0                                   | 181.4             |
| 0407020001  | Río Chalinga                                    | 72                | Exorreica           | Pacífico            | Pluvial           | 7.6                          | 19.6                    | -2.7                    | 233.1                    | 4                                   | 1                                   | 595.2             |
| 0407020002  | Estero Camisas                                  | 73                | Exorreica           | Pacífico            | Pluvial           | 12.1                         | 24.4                    | 1.7                     | 255.7                    | 1                                   | 0                                   | 471.5             |
| 0407020003  | Río Tucumán                                     | 74                | Exorreica           | Pacífico            | Pluvial           | 4.4                          | 16.6                    | -6.0                    | 242.2                    | 2                                   | 1                                   | 277.7             |
| 04070200030 | Río Tencadan                                    | 75                | Exorreica           | Pacífico            | Pluvial           | 5.6                          | 18.0                    | -4.9                    | 243.7                    | 0                                   | 0                                   | 91.1              |
| 0407020004  | Río del Valle                                   | 76                | Exorreica           | Pacífico            | Pluvial           | 6.6                          | 19.1                    | -3.8                    | 263.4                    | 0                                   | 0                                   | 189.0             |
| 0407020005  | Río de la Chicharra                             | 77                | Exorreica           | Pacífico            | Pluvial           | 2.7                          | 15.2                    | -7.7                    | 278.6                    | 0                                   | 0                                   | 460.2             |

## Hidrología

Diagrama unifilar de la cuenca.

### Red hidrográfica
Los cuerpos de agua considerados en esta categoría son:

### Caudales y régimen
El régimen del río Choapa es esencialmente nival, dado que sus fuentes se encuentran en la cordillera, con excepción de las mediciones en el estero Camisas que muestra un régimen pluvial.
| Código BNA | Estación Fluviométrica          | Qmedio anual (m³/s) | Qmedio DEF (m³/s) | Qmedio MAM (m³/s) | Qmedio JJA (m³/s) | Qmedio SON (m³/s) | Régimen     |
| 4723001-2  | Río Illapel en Huintil          | 2,8                 | 3,5               | 1,5               | 2,0               | 4,0               | Nival       |
| 4716004-9  | Río Choapa en Puente Negro      | 9,8                 | 10,2              | 3,3               | 10,0              | 15,6              | NivoPluvial |
| 4714001-3  | Estero Camisas en Desembocadura | 1,0                 | 0,7               | 0,5               | 2,0               | 0,9               | Pluvial     |

Nota: DEF diciembre-enero-febrero, MAM marzo-abril-mayo, JJA junio-julio-agosto, SON septiembre-octubre-diciembre.

### Glaciares
El inventario público de glaciares de Chile 2022 consigna un total de 199 glaciares en la cuenca. El área total cubierta es de 13,4 km² y se estima el volumen de agua almacenada en los glaciares en 0,104 km³.

### Humedales
Aparte del gran humedal de Huentelauquén en la desembocadura del río Choapa, que por su importancia internacional para la conservación de la biodiversidad fue declarado sitio Ramsar en 2015, no existen humedales urbanos declarados en la cuenca y el Inventario Nacional de Humedales tampoco recoge otros humedales.

## Balance hídrico

Brecha hídrica en 25 importantes cuencas de Chile.

Para tener una aproximación a nivel de cuenca (casos locales no están reflejados) del consumo comparado con la disponibilidad de agua, se define como:
Siguiendo intrincadas definiciones del consumo y la demanda que consideran aguas superficiales, subterráneas, flujos mínimos de sustentabilidad, y consumos que no son devueltos al cauce original, todo ello según normas de organizaciones internacionales, se han clasificado los resultados en cuatro casos:: 29 
- Brecha hídrica alta, se consume más del 40% del agua disponible: existe fuerte presión sobre el recurso hídrico y una urgencia máxima para el ordenamiento de la oferta y la demanda. En estos casos la baja disponibilidad de agua es un factor limitador del desarrollo económico.
- Brecha hídrica media, se consume entre el 20% y el 40% del agua disponible: existe presión sobre el recurso hídrico que debe ser ordenada, establecer prioridades, optimizar su uso y proteger los ecosistemas, también mediante inversiones.
- Brecha hídrica moderada, se utiliza entre 10% y 20% del agua disponible, la disponibilidad de agua es un factor limitador del desarrollo.
- Brecha hídrica baja, se utiliza menos del 10% de la oferta, no se experimentan presones importantes sobre el recurso hídrico.

Aplicada esta clasificación a la cuenca del río Choapa, el estudio estima una brecha hídrica media con un uso del 40% del agua disponible.: 80 

## Clima

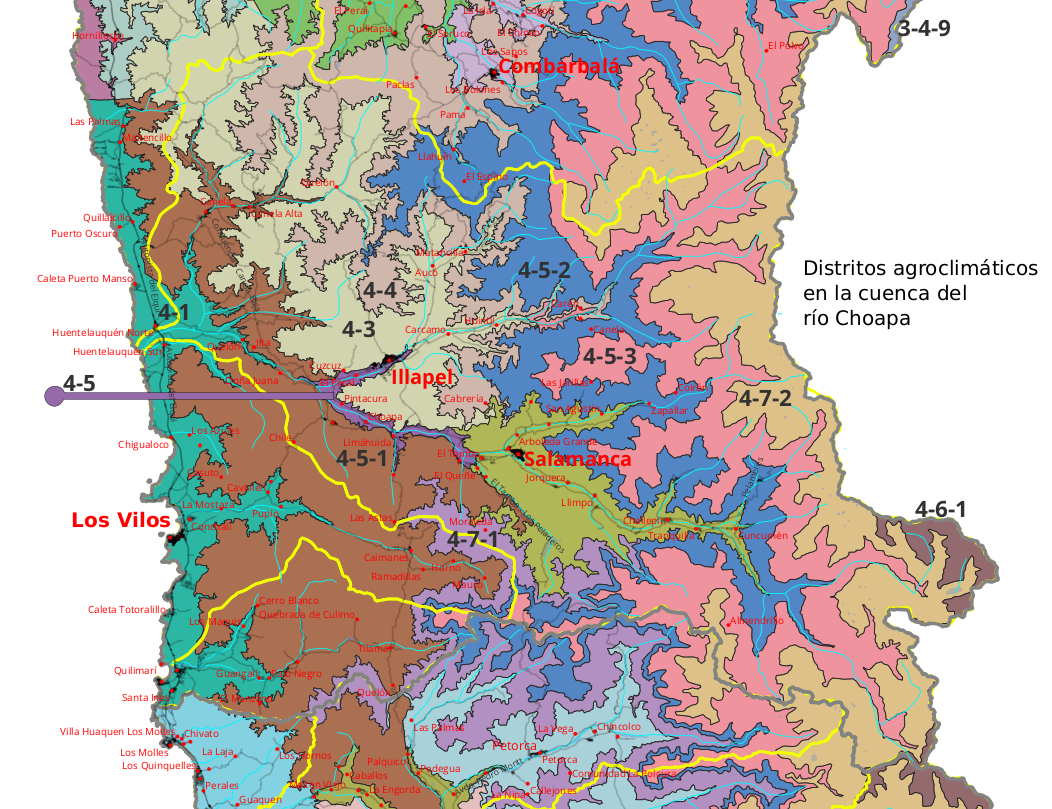
Distritos agroclimáticos en la cuenca del río Choapa.

El Atlas agroclimático de Chile distingue 11 distritos agroclimáticos en la cuenca:
- 4-1  Estepa con influencia marina con régimen de humedad árido (BSnAr). La temperatura oscila entre un máximo de enero de 23,4 °C y un mínimo de julio de 7,4 °C. En todo el año no tiene heladas. El periodo de temperaturas favorables a la actividad vegetativa dura 12 meses. Registra anualmente 1.505 días grado y 128 horas de frío acumuladas hasta el 31 de Julio. La precipitación media anual es de 209 mm y un periodo seco de 10 meses, con un déficit hídrico de 1.056 mm/año. El período húmedo dura 0 meses durante los cuales se produce un excedente hídrico de 0 mm.
- 4-3  Estepa con influencia marina con régimen de humedad híper árido (BSnHa). La temperatura oscila entre un máximo de enero de 28,6 °C y un mínimo de julio de 6,6 °C. Tiene un promedio de 345 días consecutivos libres de heladas. En el año se registra un promedio de 1 helada. El periodo de temperaturas favorables a la actividad vegetativa dura 12 meses. Registra anualmente 2.114 días grado y 158 horas de frío acumuladas hasta el 31 de Julio. La precipitación media anual es de 172 mm y un periodo seco de 11 meses, con un déficit hídrico de 1.413 mm/año. El período húmedo dura 0 meses durante los cuales se produce un excedente hídrico de 0 mm.
- 4-4  Estepa interior con régimen de humedad xérico (BSXe). La temperatura oscila entre un máximo de enero de 29,3 °C y un mínimo de julio de 5,3 °C. Tiene un promedio de 282 días consecutivos libres de heladas. En el año se registra un promedio de 5 heladas. El periodo de temperaturas favorables a la actividad vegetativa dura 12 meses. Registra anualmente 2.070 días grado y 304 horas de frío acumuladas hasta el 31 de Julio. La precipitación media anual es de 191 mm y un periodo seco de 12 meses, con un déficit hídrico de 1.606 mm/año. El período húmedo dura 0 meses durante los cuales se produce un excedente hídrico de 0 mm.
- 4-5  Estepa interior con régimen de humedad árido (BSAr). La temperatura oscila entre un máximo de enero de 27 °C y un mínimo de julio de 5,1 °C. Tiene un promedio de 301 días consecutivos libres de heladas. En el año se registra un promedio de 6 heladas. El periodo de temperaturas favorables a la actividad vegetativa dura 12 meses. Registra anualmente 1.827 días grado y 358 horas de frío acumuladas hasta el 31 de Julio. La precipitación media anual es de 189 mm y un periodo seco de 10 meses, con un déficit hídrico de 1.343 mm/año. El período húmedo dura 0 meses durante los cuales se produce un excedente hídrico de 0 mm.
- 4-5-1  Estepa con influencia marina con régimen de humedad árido (BSnAr).. La temperatura oscila entre un máximo de enero de 27,1 °C y un mínimo de julio de 6,9 °C. Tiene un promedio de 345 días consecutivos libres de heladas. En el año se registra un promedio de 1 helada. El período de temperaturas favorables a la actividad vegetativa dura 12 meses. Registra anualmente 1.948 días grado y 141 horas de frío acumuladas hasta el 31 de Julio. La precipitación media anual es de 240 mm y un período seco de 10 meses, con un déficit hídrico de 1.216 mm/año. El período húmedo dura 0 meses durante los cuales se produce un excedente hídrico de 0 mm.
- 4-7-1  Templado cálido supratermal con régimen de humedad semiárido (Csb2Sa).. La temperatura oscila entre un máximo de enero de 27,5 °C y un mínimo de julio de 3,3 °C. Tiene un promedio de 191 días consecutivos libres de heladas. En el año se registra un promedio de 25 heladas. El período de temperaturas favorables a la actividad vegetativa dura 9 meses. Registra anualmente 1.387 días grado y 968 horas de frío acumuladas hasta el 31 de Julio. La precipitación media anual es de 652 mm y un período seco de 7 meses, con un déficit hídrico de 1.098 mm/año. El período húmedo dura 4 meses durante los cuales se produce un excedente hídrico de 183 mm.
- 4-5-2  Estepa interior con régimen de humedad híper árido (BSHa). La temperatura oscila entre un máximo de enero de 27,2 °C y un mínimo de julio de 3,2 °C. Tiene un promedio de 200 días consecutivos libres de heladas. En el año se registra un promedio de 25 heladas. El período de temperaturas favorables a la actividad vegetativa dura 11 meses. Registra anualmente 1.618 días grado y 756 horas de frío acumuladas hasta el 31 de Julio. La precipitación media anual es de 210 mm y un período seco de 11 meses, con un déficit hídrico de 1.680 mm/año. El período húmedo dura 0 meses durante los cuales se produce un excedente hídrico de 0 mm.
- 4-5-3  Estepa de altura fría con régimen de humedad árido (BSkAr). La temperatura oscila entre un máximo de enero de 17,8 °C y un mínimo de julio de -1,4 °C. Tiene un promedio de 0 días consecutivos libres de heladas. En el año se registra un promedio de 166 heladas. El período de temperaturas favorables a la actividad vegetativa dura 3 meses. Registra anualmente 421 días grado y 1.661 horas de frío acumuladas hasta el 31 de Julio. La precipitación media anual es de 225 mm y un período seco de 10 meses, con un déficit hídrico de 1.492 mm/año. El período húmedo dura 0 meses durante los cuales se produce un excedente hídrico de 0 mm.
- 4-7-2  Tundra (ET). La temperatura oscila entre un máximo de enero de 13,9 °C y un mínimo de julio de -3,9 °C. Tiene un promedio de 0 días consecutivos libres de heladas. En el año se registra un promedio de 291 heladas. El período de temperaturas favorables a la actividad vegetativa dura 0 meses. Registra anualmente 135 días grado y 1.800 horas de frío acumuladas hasta el 31 de Julio. La precipitación media anual es de 747 mm y un período seco de 7 meses, con un déficit hídrico de 953 mm/año. El período húmedo dura 4 meses durante los cuales se produce un excedente hídrico de 285 mm.
- 4-6-1  Polar (EH). La temperatura oscila entre un máximo de enero dede 4,9 °C y un mínimo de julio de -10 °C. Tiene un promedio de 0 días consecutivos libres de heladas. En el año se registra un promedio de 365 heladas. El período de temperaturas favorables a la actividad vegetativa dura 0 meses. Registra anualmente 0 días grado y 1.800 horas de frío acumuladas hasta el 31 de Julio. La precipitación media anual es de 977 mm y un período seco de 6 meses, con un déficit hídrico de 652 mm/año. El período húmedo dura 4 meses durante los cuales se produce un excedente hídrico de 483 mm.
- 4-8  Estepa interior con régimen de humedad árido (BSAr). La temperatura oscila entre un máximo de enero de 30 °C y un mínimo de julio de 4,8 °C. Tiene un promedio de 260 días consecutivos libres de heladas. En el año se registra un promedio de 8 heladas. El periodo de temperaturas favorables a la actividad vegetativa dura 12 meses. Registra anualmente 2.121 días grado y 388 horas de frío acumuladas hasta el 31 de Julio. La precipitación media anual es de 244 mm y un periodo seco de 10 meses, con un déficit hídrico de 1.501 mm/año. El período húmedo dura 0 meses durante los cuales se produce un excedente hídrico de 0 mm.

|  |  |  |

Los diagramas Walter Lieth muestran con un área azul los periodos en que las precipitaciones sobrepasan la cantidad de agua que el calor del sol evapora en el mismo lapso de tiempo, (un promedio de 10 °C mensuales evaporan 20 mm de agua caída) dejando un clima húmedo. Por el contrario, las zonas amarillas indican que durante ese tiempo el agua caída puede ser evaporada por el calor del sol. El área gris señala meses muy húmedos.

## Actividades económicas
La supervivencia económica en la cuenca está basada principalmente en la minería del cobre y en segundo lugar la actividad agrícola. 

### Minería
Además del cobre, representado por la mina Los Pelambres, se extrae oro, ambos de la cuenca del río Auro. 
La minera Los Pelambres posee dos tranques de relave en la cuenca, tranque de relaves Quillayes, en desuso desde 2011 porque su capacidad máxima esta copada, y tranque El Mauro, ubicado en la cabecera del estero Pupío. Además existe un "relaveducto" que lleva el relave desde la mina hasta el "El Mauro".: iV-194 

Gestión hídrica de la minera Los Pelambres.

Para su producción de 324 mil toneladas de cobre en concentrado y 9.800 toneladas de molibdeno aproximadamente al año, la empresa minera Los Pelambres da trabajo a 532 personas en su empresa y 8027 personas con contratistas. Para la producción extrae agua de los ríos Choapa, Pelambres, Piuquenes y de dos pozos más el escurrimiento del sistema de drenaje de su mina para almacenarla en una piscina de procesos desde donde se abastece la planta concentradora de cobre y molibdeno que es exportado. Parte del agua es recuperada en la planta y otra parte se va con los relaves a los tranques El Mauro y Los Quillayes (ahora cerrado) donde se escurre y reenviado a la piscina de procesos.: 466 
La empresa pagó al estado impuestos por 527 millones de dólares el año 2021.

### Agricultura
Debido a la inconstancia del riego en los meses de verano, la actividad agrícola de la cuenca (31.152 Ha) se caracteriza principalmente por la presencia de cultivos de rubros extensivos y poco rentables tales como chacras y praderas
naturales. El suelo y el clima mismos permiten el cultivo de rubros agrícolas intensivos y permanentes tales como frutales y viñas (sector alto del cauce principal de la cuenca).: 15 

### Descargas
Al año 2002 la población urbana de la cuenca era estimada en 41.855 personas (Salamanca, Illapel, Canela Alta y Canela Baja) de los cuales el 89% tenía acceso a la red de agua potable y alcantarillado. El tratamiento de aguas servidas alcanzaba a 94% en Illapel, 93% en Salamanca, 46% en Canela Alta y 64.1% en Canela Baja.

## Áreas bajo protección oficial y conservación de la biodiversidad
Las áreas bajo protección oficial pertenecientes al Sistema Nacional de Áreas Silvestres Protegidas por el Estado (SNASPE) que se emplazan en la cuenca corresponden a:: 18 
- Reserva nacional Las Chinchillas

Los sitios de conservación de la biodiversidad existentes en la cuenca, incluidos en el documento “Estrategia Regional y Plan de Acción de la Biodiversidad IV Región de Coquimbo”, son:
- Cerro La Virgen, (10 408 ha), zona bien conservada y poco impactada. Especies de hábitat sujetos a condiciones climáticas extremas. Alto grado de pristinidad.

- Cuesta El Espino, (3830 ha), zona con presencia de canelo (Drimys winteri), arrayán (Myrceugenella chequen) y varias especies nativas amenazadas y de distribución restringida.[14] Pristinidad media.

- Raja de Manquehua - Poza Azul (2242 ha), declarado santuario de la naturaleza.[15]

Los «sitios prioritarios de conservación ecológica» de la cuenca que se hallan incluidos en la «Estrategia Regional de Biodiversidad» son la desembocadura del río Choapa, que incluye el sitio Ramsar Salinas de Huentelauquén y las vegas de la quebrada Las Hualtatas. A ellos se suma el sitio denominado «Altos de Petorca y Alicahue», (sitio prioritario según la Ley 19.300 art. 11, letra d).